# Consenso de Washington
O Consenso de Washington é um conjunto de grandes medidas, que se compõem de dez regras básicas, formuladas durante uma reunião, em novembro de 1989, por economistas de instituições financeiras situadas em Washington D.C., como o FMI, o Banco Mundial e o Departamento do Tesouro dos Estados Unidos, baseadas em um texto do economista John Williamson, do International Institute for Economy, as novas medidas estimulavam a competição entre as taxas de câmbio, davam incentivos às exportações e previam a gestão de finanças públicas e se tornaram a política oficial do Fundo Monetário Internacional em 1990, momento em que passaram a ser "receitadas" para promover o "ajustamento macroeconômico" dos países em desenvolvimento que passavam por dificuldades.
No encontro que fizeram para ajustar o Consenso, foram feitas recomendações aos países da América Latina tencionando seu desenvolvimento e a ampliação do neoliberalismo. O consenso foi convocado pelo Institute for International Economics, com o nome de "Latin Americ Adjustment: How Much has Happened?", com participação de instituições e economistas neoliberais, além de alguns representantes de países latinos-americanos. Ademais, discutiu-se reformas consideradas necessárias para que a América Latina saísse da estagnação econômica da época, assim conhecida como "Época Perdida" (1980), que ficou caracterizada pelo baixo crescimento do PIB, inflação alta e volatilidade no mercado em diversos países, entre eles o Brasil.
De acordo com o próprio Banco Mundial, em um texto de 2005, "o Consenso de Washington não era o único ponto de vista dos economistas, mas era o dominante, tornando difícil que outros fossem ouvidos".
Segundo Dani Rodrik, nos anos 2000: "Enquanto as lições tiradas pelos proponentes (do Consenso de Washington) e dos céticos diferem, é legítimo dizer que ninguém mais acredita no Consenso de Washington. A questão agora não é saber se o Consenso de Washington ainda vive; é saber-se o que deverá substituí-lo".

## O termo
John Williamson criou a expressão "Consenso de Washington", em 1990, originalmente significar: "o mínimo denominador comum de recomendações de políticas econômicas que estavam sendo cogitadas pelas instituições financeiras baseadas em Washington D.C. e que deveriam ser aplicadas nos países da América Latina, tais como eram suas economias em 1989."
Porém, a expressão "Consenso de Washington" fugiu ao controle de seu criador e vem sendo usada para abrigar todo um elenco de medidas e para justificar políticas neoliberais, com as quais nem mesmo Williamson concordava:
"Claro que eu nunca tive a intenção que meu termo fosse usado para justificar liberalizações de contas de capital externo... monetarismo, economia pelo lado da oferta ou minarquia (que tira do Estado a função de prover bem-estar social e distribuição de renda), que entendo serem a quintessência do pensamento neoliberal".
Para elucidar, o Consenso de Washington é explicado da seguinte forma por Fiori (1996) em palestra pronunciada no Rio de Janeiro:
[..] Sr. John Williamson promoveu, em 1989, uma reunião cujo objetivo era discutir as reformas necessárias para que a América Latina saísse da década que alguns chamaram partida, da estagnação, da inflação, da dívida externa e retomasse o caminho do crescimento, do aumento da riqueza, do desenvolvimento, quem sabe até - Deus quisesse - da igualdade. Nessa reunião, o Sr. John Williamson publicou um 'paper' onde cunhou essa expressão. E, posteriormente, ele mesmo, John Williamson, tentou explicar o que queria dizer com essa expressão: "Eu fiz, apenas, uma lista das políticas e das reformas que estão sendo requeridas na América Latina, em conjunto, consensualmente, pelos principais centros e círculos de poder sediados na cidade de Washington". Em poucas palavras, o que John estava dizendo em seu 'paper' era que a rede onde essas ideias circulavam - não é o governo norte-americano, não é o FMI, não é o Congresso norte-americano. No fundo, há uma rede de burocracias relevantes para o comando e coordenação da política econômica mundial dos EUA e para cuidar da América Latina. E, hoje, aparentemente, de uma maneira surpreendente, os institutos formadores daquela rede têm as mesmas ideias. [...] não só a América Latina, o Consenso de Washington diz respeito à visão norte americana sobre a condução da política econômica, sobretudo nos países periféricos, no mundo inteiro,  mas, obviamente, de forma muito mais direta para os países da América Latina que, em baixo da zona de hegemonia, de supremacia norte-americana. É isso que ele chamava de Consenso Washington.

## Precedentes
O mundo pós segunda guerra experimentou diversas crises econômicas, principalmente na década de 1970 com a desregulamentação do sistema monetário internacional e com dois choques petrolíferos. Assim se criou a ideia de validação de políticas públicas que garantissem a retomada do processo de acumulação de capital nos blocos dos países capitalistas. Nesse contexto, duas teorias principais viriam disputar a hegemonia da concepção de desenvolvimento, sendo o neoliberalismo e o Keynesianismo. Após a ascensão Neoliberal, o plano teórico passa para o campo político em diversos países, principalmente na América Latina, pelas palavras de Grasiela Cristina da Cunha Baruco em seu Programa de Pós-graduação:"Note-se que a América Latina foi a pioneira na implementação das políticas neoliberais, como é o caso do Chile (a partir de 1973), Uruguai (1974) e Argentina (1976). Essas primeiras experiências ocorreram em concomitância com a implementação de regimes militares ditatoriais na região, o que corrobora o argumento desenvolvido anteriormente, qual seja, embora o objetivo final seja a constituição de um Estado mínimo, a necessidade de desmantelamento das conquistas sociais e de expansão dos mercados requer a presença de Estados fortes, no caso latino-americano, ditatoriais."
Na década de 1980, a crise no sistema comunista faz com que a ideia neoliberal avance cada vez mais como a teoria válida para o desenvolvimento de um país. No entanto, devido as graves crises de 70, muitos países subdesenvolvidos apresentavam problemas econômicos e públicos, como desemprego, a inflação, o balanço de pagamento, entre outros. Assim, como forma de assistência a esses países "foi realizada em 1989 uma reunião entre membros dos órgãos internacionais financeiros, funcionários do governo americano e economistas desses países cuja conclusões ficaram conhecidas como Consenso de Washington" (Grasiela Baruco, em sua dissertação, no qual, o conjunto de medidas a serem seguidas teve como base os ideais neoliberais).

## A prática na política econômica mundial
Independentemente das intenções originais de seu criador, o termo "Consenso de Washington" foi usado ao redor do mundo para consolidar o receituário de caráter neoliberal - na onda mundial que teve sua origem no Chile de Pinochet, sob orientação dos Chicago Boys, que seria depois seguida por Thatcher, na Inglaterra (thatcherismo) e pela economia pelo lado da oferta (supply-side economics) de Ronald Reagan (reaganismo), nos Estados Unidos.
O FMI passou a recomendar a implementação dessas medidas nos países emergentes, durante a década de 1990, como meios para acelerar seu desenvolvimento econômico. De início essas ideias foram aceitas e adotadas por dezenas de países sem serem muito questionadas.
Só após a grave crise asiática, em 1997, da quase quebra da Rússia, que viu seu PIB cair 30%, da "quebra" da economia Argentina - que recebia notas A+ do FMI pelo zelo com que aplicava suas sugestões - e de vários outros desajustes econômicos ocorridos pelo mundo, o "Consenso" foi adaptado e, desde 2004, já revisto pelo próprio FMI, que abandonou o dogmatismo inicial. Enquanto programa ideológico, noções decorrentes do Consenso de Washington permaneceram relevantes na política da América Latina ao longo dos anos 2000.
A popularização dessas políticas econômicas criadas foi muito facilitada pelo entusiasmo que gerou a queda do muro de Berlim e foi ajudada pela decadência do socialismo soviético, numa época em que parecia que os países que seguiam o planejamento central estavam fadados ao fracasso econômico e político.

Estabilizar privatizar e liberalizar tornou-se o mantra de uma geração de tecnocratas que estavam tendo sua primeira experiência no mundo subdesenvolvido, e dos líderes políticos por eles aconselhados.— Dani Rodrik, Professor de Política Econômica Internacional, Universidade de Harvard
Muitos países subdesenvolvidos acabaram por implementar, em vários graus, componentes desse pacote econômico, com resultados muito debatidos. Críticos do Consenso de Washington alegam que o pacote levou à desestabilização econômica. Outros acusam o Consenso de Washington de ter produzido crises, como a da Argentina, e pelo aumento das desigualdades sociais na América Latina. Frequentemente os críticos do Consenso de Washington são associados por seus defensores - ou são acusados de serem associados - ao socialismo ou à antiglobalização. Mais recentemente essas críticas vêm sendo engrossadas por acadêmicos norte-americanos, como fez Dani Rodrik, Professor de Política Econômica Internacional na Universidade de Harvard, em seu trabalho Adeus Consenso de Washington, Olá Confusão de Washington?.

## Dez pontos de Williamson
O conceito e o nome do Consenso de Washington foram inicialmente apresentados em 1989 por John Williamson, um economista do think tank Institute for International Economics. O consenso originalmente descrito por Williamson incluiu dez  instrumentos de políticas:
1. Disciplina fiscal, evitando grandes déficits fiscais em relação ao PIB
2. Redirecionamento dos gastos públicos de subsídios (especialmente subsídios indiscriminados) para uma ampla provisão de serviços essenciais pró-crescimento e pró-pobres, como educação, saúde e investimento em infraestrutura
3. Reforma tributária, ampliando a base tributária e adotando alíquotas marginais moderadas
4. Taxas de juros determinadas pelo mercado
5. Taxas de câmbio competitivas
6. Livre comércio: liberalização das importações, com ênfase na eliminação de restrições quantitativas (licenciamento, etc.), proteção comercial a ser fornecida por tarifas baixas e uniformes
7. Liberalização do investimento estrangeiro direto interno
8. Privatização de empresas estatais
9. Desregulamentação: abolição das regulamentações que impedem a entrada no mercado ou restringem a concorrência, exceto aquelas justificadas por motivos de segurança, proteção ambiental e do consumidor e supervisão prudencial de instituições financeiras
10. Segurança jurídica para direitos de propriedade privada

## Efeitos no Brasil
O governo Brasileiro foi um dos poucos que não aceitaram imediatamente as decisões do Consenso de Washington, porém, a aplicação da política de privatização - vendas de empresas do Estado para redes privadas - tornou-se uma das mais perceptíveis nos anos de 1990.
Nesse período, 119 empresas dos ramos de telecomunicações, energia, mineração, entre outros, foram passadas para iniciativa privada, o que gerou uma receita de mais de 70 bilhões de dólares para a União.
Embora tenha ocorrido diversas privatizações, segundo o levantamento da FGV (Fundação Getúlio Vargas), o país ainda tem mais de 135 empresas estatais. E quando são contabilizadas, as companhias que também são dos estados e municípios, esse total é superior a 400. Em 2015, o Brasil ocupava o quarto lugar na lista de países com mais estatais federais, ficando atrás apenas da índia, Hungria e China.[carece de fontes?]

## Resultados
O entusiasmo despertado pelas reformas que foram declaradas pelo Consenso de Washington esteve presente em muitos países, inclusive no Brasil, que a lista de 10 recomendações do Williamson tornou-se humilde e inofensiva por comparação. A liberalização e abertura para os fluxos de capitais internacionais foi muito além daquilo que o próprio Williamson julgava adequado (e prudente) de seu ponto de vista dos anos 1980, abrangendo muitos países subdesenvolvidos. Apesar dos protestos de Williamson, sua agenda de reformas passou a ser percebida, ao menos por seus críticos, como um esforço ideológico destinado a impor o neoliberalismo aos países emergentes.
Uma das coisas que é hoje mais ou menos consensual acerca dessas reformas é que as coisas não saíram como fora planejado. Mesmo os mais ardorosos defensores das políticas preconizadas então pelo Consenso de Washington concordam que o crescimento ficou muito abaixo do esperado na América Latina, e que o "período de transição" foi muito mais profundo e duradouro nas economias anteriormente socialistas do que fora imaginado.
A autocrítica desenvolvida no documento The World Bank’s Economic Growth in the 1990s: Learning from a Decade of Reform (2005), é altamente surpreendente na medida em que nos mostra como nos distanciamos das ideias originais do Consenso de Washington. Gobind Nankani, vice presidente do Banco Mundial escreveu no seu prefácio: "(…)que não há um único conjunto universal de regras. temos que nos afastar de fórmulas pré-estabelecidas, e da procura por 'melhores práticas' ilusórias…"  (p. xiii). A nova ênfase do Banco Mundial reside agora na necessidade da humildade, em políticas diversificadas, em reformas limitadas e seletivas, e na necessidade da experimentação. Segundo Dani Rodrik, por vezes seu leitor tem que ser relembrado de que não tem em suas mãos algum manifesto radical, mas sim um relatório oficial preparado na própria sede da ortodoxia econômica universal no campo do desenvolvimento. O relatório do Banco Mundial reconheceu que, em primeiro lugar, houve um colapso, prolongado e inesperado, na produção dos países em transição das economias anteriormente socialistas. Mais de uma década depois de iniciada a transição para os livre mercados, muitos países anteriormente comunistas ainda não tinham recuperado seus níveis anteriores de produção, apesar de muitos países do Leste europeu hoje encontrarem altos índices de crescimento após profundas reformas econômicas e a desregulamentação de diversos setores. Em segundo lugar a África Subsariana não 'decolou', a despeito das reformas políticas e nas melhoras das políticas externas e do contínuo influxo de ajuda econômica. Os sucessos foram poucos - Uganda, Tanzânia e Moçambique são os mais citados, mas uma década depois suas economias ainda permanecem frágeis. Em terceiro lugar houve recorrentes e dolorosas crises financeiras na América Latina, Leste Asiático e Turquia. A maioria dessas crises era imprevisível, até que o fluxo de capitais, em mercados liberados, reverteu-se subitamente. Em quarto lugar o crescimento da América Latina em termos per capita ficou muito abaixo do período 1950-80, apesar dos desmantelamento das políticas estatizantes, populistas e protecionistas dos antigos regimes da região. Finalmente a Argentina, a garota propaganda das teses do Consenso de Washington, desabou em 2002. Em 2016, relatório publicado por economistas ligados ao FMI argumentou que algumas políticas incentivadas anteriormente deveriam ser repensadas, como o esforço excessivo para ajustes fiscais, em países com dívidas públicas com baixos juros, e o estímulo a investimento de curto prazo, quando sujeitos a alta volatilidade.

## Críticas

### A Malásia: uma "solução alternativa" aos programas do FMI?
A Malásia se constitui num caso curioso, que pode servir de "experiência de laboratório" para as recomendações de política econômica receitadas pelo Consenso de Washington.
Isto porque a Malásia, quando passou pela crise asiática, em 1997-98, sofreu uma forte crise cambial - com sua moeda, o ringgit, caindo de 2,50 para 4,20 por dólar - e fez exatamente o oposto  do que recomenda o FMI nas mesmas circunstâncias, obtendo grande sucesso.
Nas crises de fugas de capitais, que se transformam em crises cambiais, o FMI recomenda a flutuação das taxas de câmbio; a Malásia, executando o oposto, decidiu fixá-las. O FMI sugere uma forte elevação dos juros; a Malásia reduziu-os. O FMI receita redução dos gastos públicos para reduzir a relação dívida/PIB. A Malásia aumentou os gastos públicos e impôs uma trajetória ascendente à sua relação dívida/PIB.
Tudo isso só pôde ser feito porque a Malásia neutralizou, com a adoção de rígidos controles, os possíveis impactos que a plena movimentação de capitais de curto prazo poderia ter causado à sua economia.
A recuperação malaia foi impressionante. Sua indústria cresceu 8,5% em 1999, ano em que seu PIB cresceu 5,4%e seu PIB continuou a crescer 7,8% em 2000 e 7% em 2001. A inflação, que em 1998 - antes da crise - fora de 5,3%, caiu para 2,8% em 2000 e 2,2% em 2001. A relação dívida/PIB, que era de 60% antes da crise, manteve-se em alta e hoje atinge um patamar superior a 70%.
Um estudo acadêmico bastante conhecido, elaborado por KAPLAN e RODRIK, constatou que a recuperação da Malásia, na crise 1997-98, foi mais rápida e menos custosa quando comparada à recuperação da Tailândia e a da Coreia do Sul, que seguiram à risca o receituário do FMI.

### The Economist
Criada pelos representantes da indústria têxtil de Manchester, a revista The Economist tinha como objetivo a defesa do livre-comércio, do internacionalismo e da mínima interferência do governo, especialmente nos negócios de mercado, princípios que mantém até hoje.
Recentemente The Economist, a centenária e respeitada revista britânica de linha editorial liberal, comentou que "é amplamente reconhecido que a liberalização dos mercados financeiros domésticos e os fluxos de capitais através das fronteiras foram uma das causas principais de Crise asiática".

### Chutando a Escada
O economista coreano radicado na Inglaterra Ha-Joon Chang, professor da Universidade de Cambridge, está entre os mais veementes críticos do Consenso de Washington. Para ele, o Consenso teria sido uma espécie de "armadilha" criada, na década de 1980, pelos países desenvolvidos de então para impedirem que os países subdesenvolvidos e, em especial, aqueles que estavam emergindo do bloco comunista, conseguissem atingir os mesmos níveis de desenvolvimento do então Primeiro Mundo.
De acordo com Chang, o Consenso pregava práticas liberalizadoras como única forma de se contornar as crises da Década Perdida, mas tais práticas seriam o exato oposto daquelas praticadas pelos países desenvolvidos quando de seu desenvolvimento.
Ao pregarem a extinção de barreiras alfandegárias, que deveriam ser substituídas por tarifas alfandegárias e ao pregarem o livre comércio internacional com políticas de austeridade fiscal, os países desenvolvidos planejariam manter seu status e, sobretudo, manter o status de subdesenvolvimento dos países subdesenvolvidos.
Na prática, Chang cita como exemplo a manutenção de subsídios, por parte dos países ricos, a determinados setores de suas economias como sendo uma espécie de barreira alfandegária, já que a manutenção artificial da competitividade internacional de um determinado setor contrariaria as leis do mercado defendidas pelo Consenso de Washington.
Nesse sentido, os países desenvolvidos estariam "chutando a escada" por onde subiram a fim de impedirem que os países subdesenvolvidos atingissem o mesmo nível de sucesso deles, sendo o Consenso de Washington sua principal arma para tal fim.